# Айравата
Айрава́та (санскр. ऐरावत — «восставший из вод») в индуизме — белый слон, вахана бога Индры. У Айраваты четыре бивня и семь хоботов. Его супруга — слониха Абхараму. Другие имена Айраваты: Ардхаматанга («облачный слон»), Нагамалла («боевой слон») и Аркасодара («брат солнца»). Согласно «Рамаяне», матерью Айраваты была Иравати. Существует версия, что Айравата появился во время Пахтанья Молочного океана. В одной из легенд описывается, что Айравата родился после того, как Брахма пропел священные ведийские гимны над скорлупой яйца, из которого вылупился Гаруда. Вслед за Айраватой из скорлупы родились ещё семь слонов и восемь слоних. Впоследствии Притху сделал Айравату царём всех слонов.

## Флаги с изображением Айраваты

Флаг Французского Лаоса (1893-1952)
Флаг Лаоса (1952-1975)
Королевский штандарт Лаоса (1952-1975)
Королевский штандарт Таиланда (1855—1891 и 1897—1910)